# Susana (Livro de Daniel)

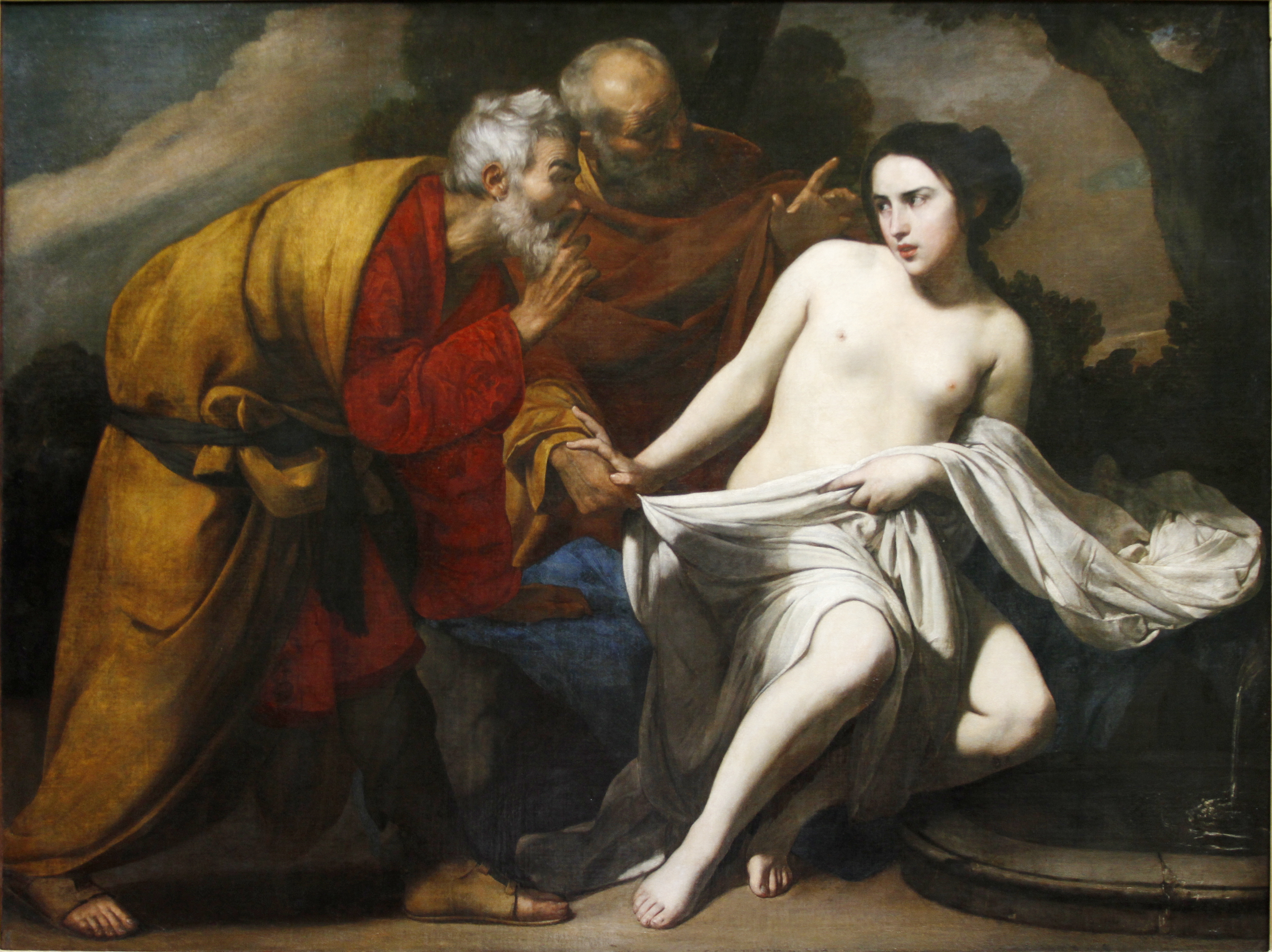
Susana e os anciãos por Massimo Stanzione

Susana (em hebraico:  שׁוֹשַׁנָּה, moderno: Šošana tiberiano: Šôšannâ "Lírio") é uma das adições em Daniel, considerada apócrifa por protestantes, mas incluída no Livro de Daniel (capítulo 13) pela Igreja Católica e pela Igreja Ortodoxa Oriental. Ela está listada no Artigo VI dos Trinta e Nove Artigos de Religião da Comunhão Anglicana como não fazendo parte das Escrituras.
A história de Susana também não está incluída no Tanakh judaico e não é mencionada nas primeiras obras literárias judaicas, apesar de estar presente na Septuaginta desde o século I a.C.

## O texto

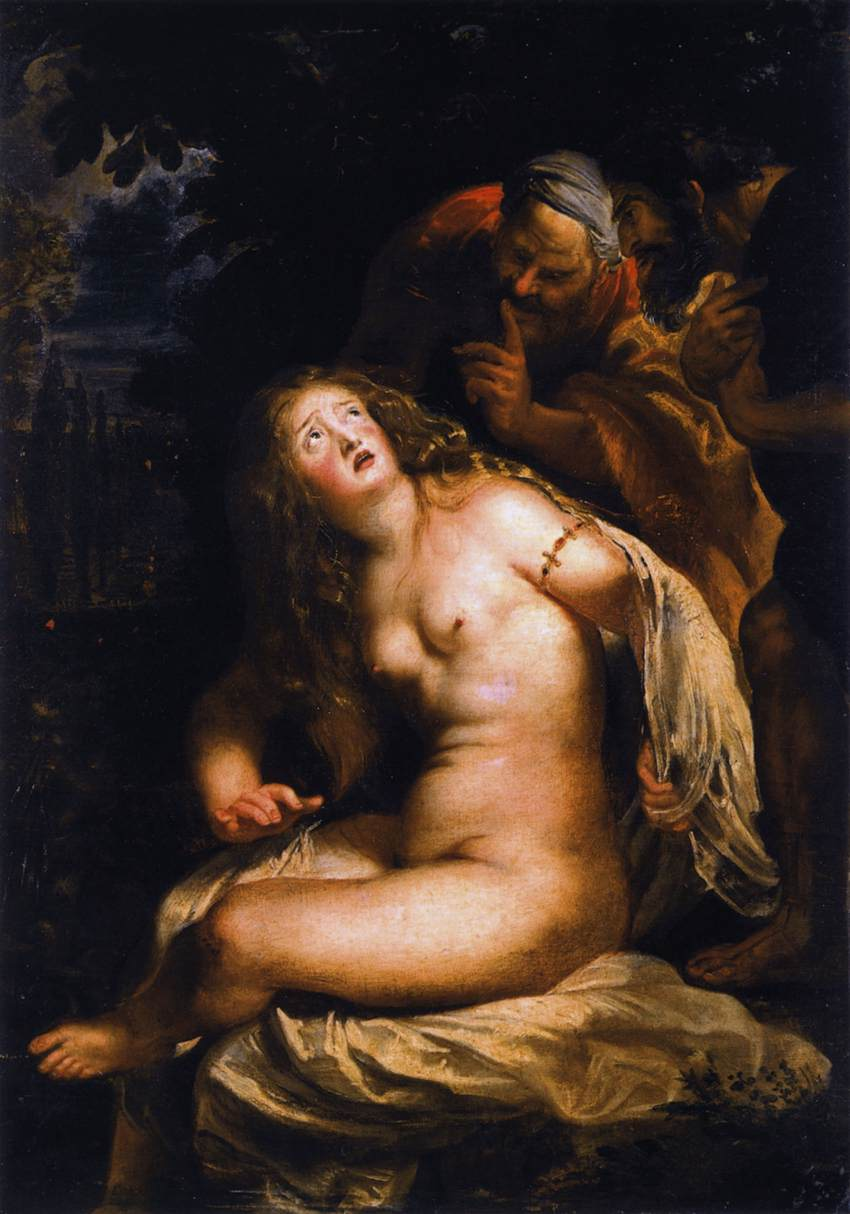
Susana e os anciãos por Rubens

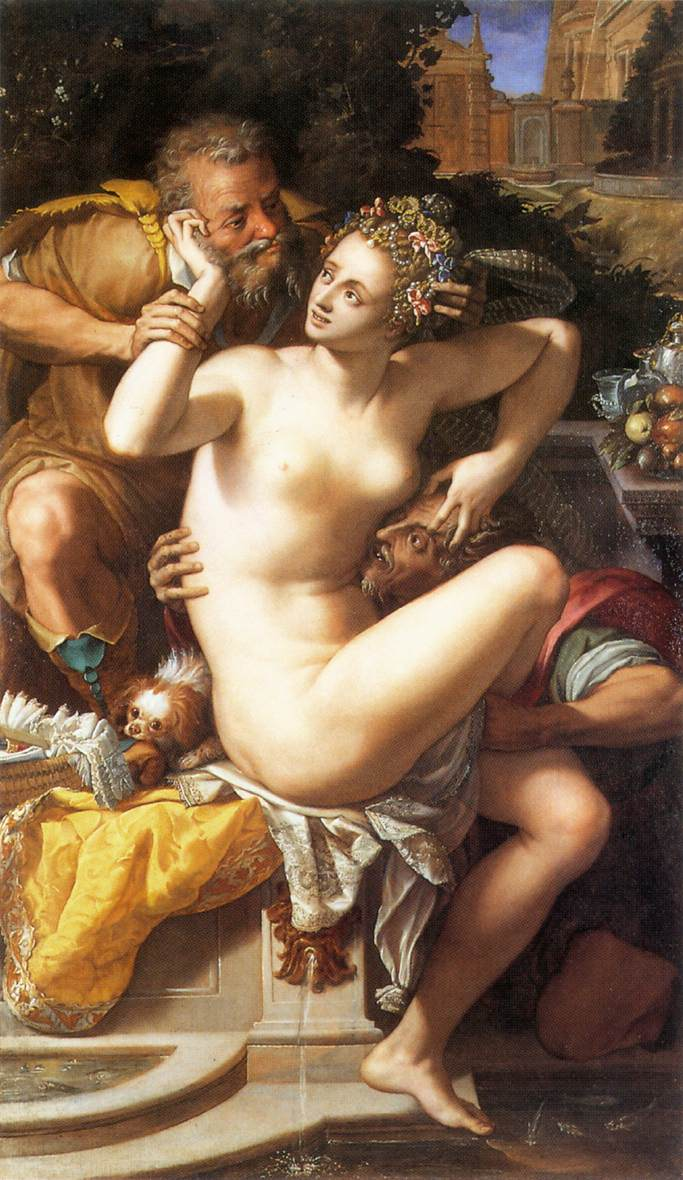
Susana e os anciãos por Alessandro Allori

O texto grego sobreviveu em duas versões. O da Septuaginta aparece apenas no Códice Chigi. A versão de Teodócio é a que aparece nas bíblias católicas. Ele foi considerada como parte da literatura de Daniel e colocada no início do seu livro nos manuscritos do Antigo Testamento. Jerônimo por sua vez a colocou no final de Daniel enquanto traduzia a Vulgata, com uma nota indicando que ela não existia na bíblia hebraica e a considerava uma fábula. Em sua introdução, ele afirma que o texto é uma adição apócrifa justamente não ter sido escrita em hebraico - como o livro de Daniel original - e sim em grego.
Sexto Júlio Africano não considerava a história como canônica, segundo Eusébio de Cesareia e escreveu a Orígenes sobre o assunto. Orígenes escreveu-lhe de volta uma longa defesa da história, afirmando que:
| “ | Respondendo a isto, você provavelmente dirá: "Por que então a história não está no Daniel deles [os judeus] se, como você diz, os seus sábios legaram pela tradição histórias desta natureza?". A resposta é que eles esconderam como puderam este conhecimento das pessoas, pois muitas de suas passagens que continham escândalos contra os anciãos, reis e juízes, alguns deles sendo preservados em escritos apócrifos. | ” |
|   | — Carta a Africano, Orígenes. |   |

Porém, não existe nenhuma referência a Susana anterior ao texto de Orígenes na literatura judaica.

## Narrativa

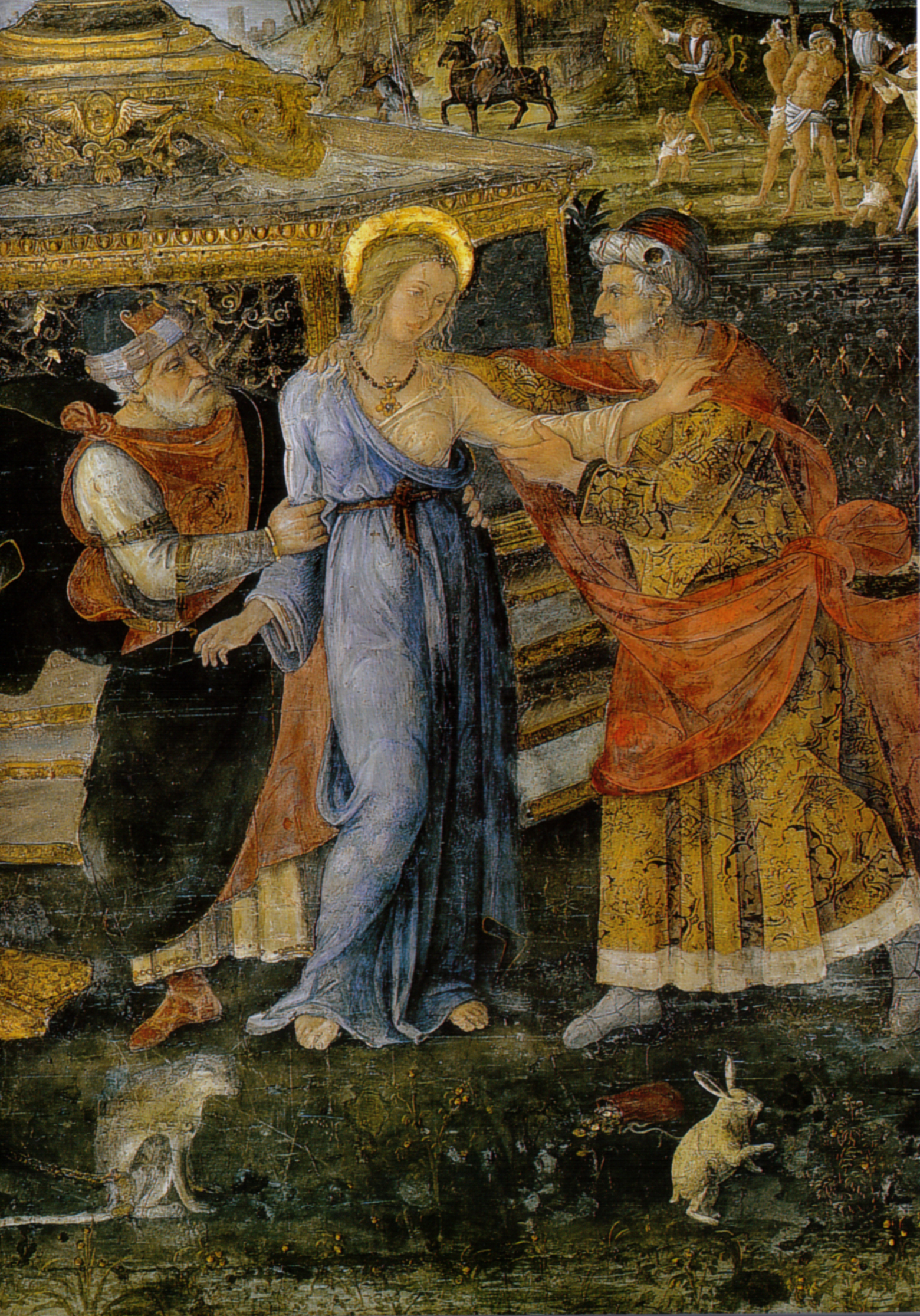
Susana retratada no Apartamento Bórgia, no Palácio Apostólico do Vaticano

A história conta que uma bela esposa judia chamada Susana é acusada falsamente por libidinosos observadores escondidos (voyeur). Enquanto ela se banha no jardim e tendo mandado embora suas damas de companhia, dois dos anciãos secretamente observam a adorável Susana. Quando ela está voltando pra casa, eles a pressionam e ameaçam alegar que ela estaria se encontrando com um jovem no jardim caso ela não concorde em entregar-se a eles.
Ela se recusa a ser chantageada, é presa e está prestes a ser executada por promiscuidade quando um jovem chamado Daniel interrompe o julgamento, gritando que os dois anciãos deveriam ser questionados para prevenir a morte de uma inocente. Após serem separados, os dois homens foram questionados em detalhes do que viram, mas acabaram discordando sobre qual a árvore sob cuja sombra Susana teria se encontrado com seu amante. No texto grego, os nomes das árvores citadas pelos anciãos foram trocadilhos com a sentença dada por Daniel. O primeiro diz que ela estava sob uma almécega (υπο σχινον, hupo schinon), e Daniel diz que um anjo está pronto para cortá-lo (σχισει, schisei) em dois. O segundo diz que eles estavam sob um carvalho (υπο πρινον, hupo prinon), Daniel diz que um anjo está pronto para serrá-lo (πρισαι, prisai) em dois. A grande diferença de tamanho entre a almécega e o carvalho torna a mentira dos anciãos óbvia para todos os observadores. Ambos são então executados e a virtude triunfou.
Os trocadilhos gregos no texto já foram citados por alguns autores como prova de que eles nunca existiram em hebraico e nem em aramaico, mas outros pesquisadores sugeriram pares de palavras para árvore e verbos de corte que soam parecidas o suficiente para supor que elas poderiam ter sido usadas no original.

## Susana na arte

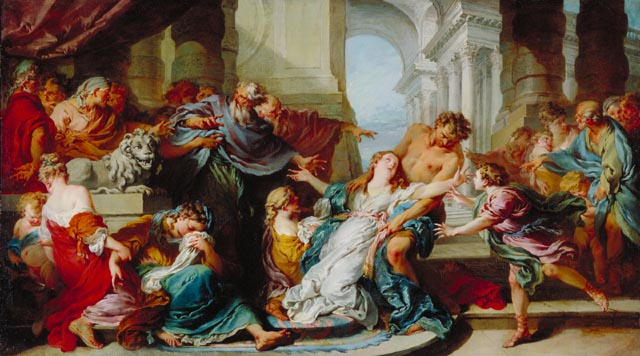
Daniel salva Susana por François Boucher

A história foi retratada muitas vezes a partir de 1500, muito por conta das possibilidades oferecidas para incluir uma nudez feminina numa pintura histórica - pinturas de Betsabé se banhando oferecia uma alternativa com as mesmas vantagens - com a possibilidade de inclusão de uma pintura ou obra arquitetônica clássica na paisagem. Susana foi tema de pinturas por Rubens, Van Dyck, Tintoretto, Rembrandt, Tiepolo e muitos outros. Algumas destas obras, especialmente durante o período barroco, enfatizaram o drama, enquanto outras se concentraram na nudez. Um versão do século XIX por Francesco Hayez (hoje na National Gallery, em Londres) sequer tem os anciãos na pintura.